# Kabinett Nyusi I

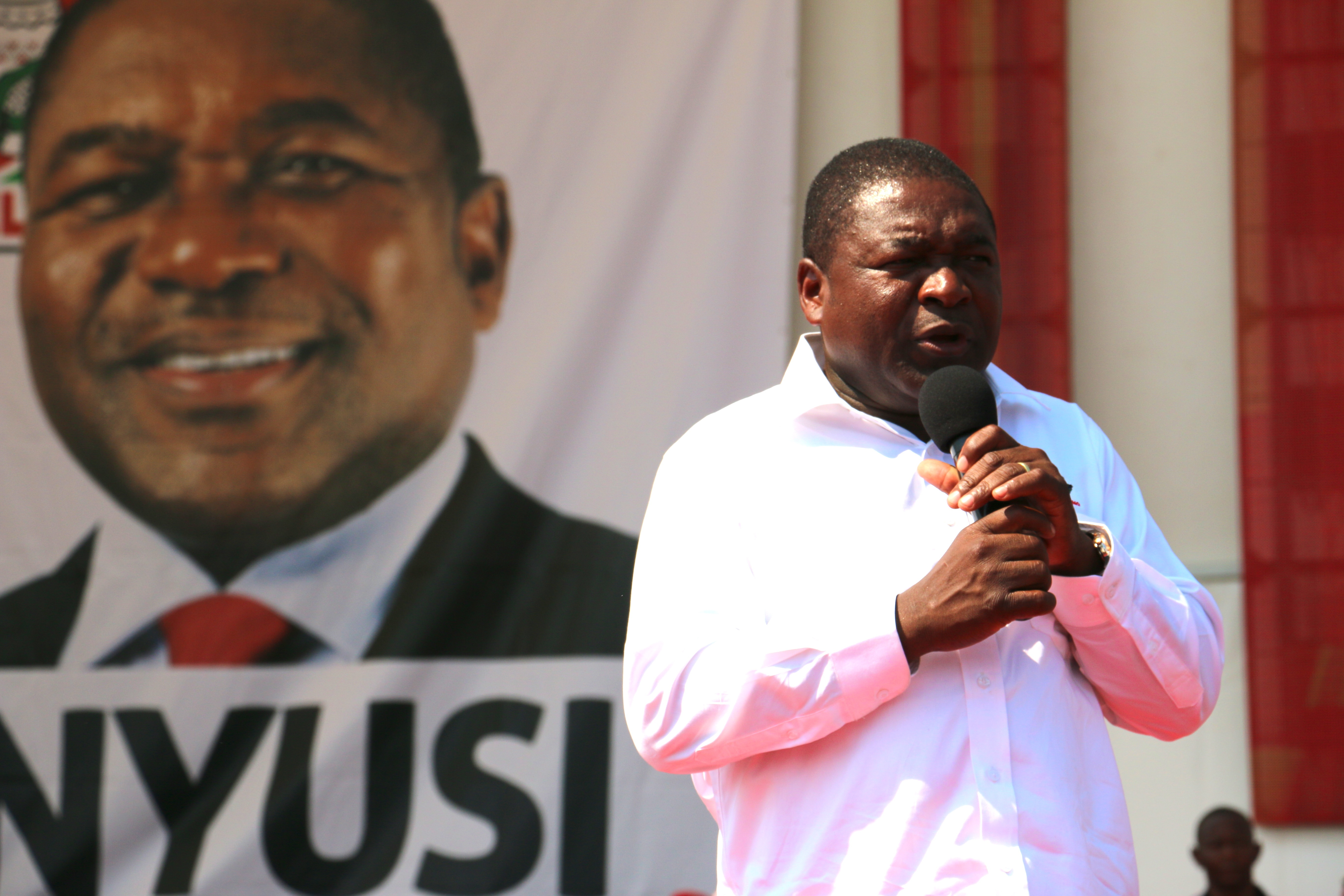
Filipe Nyusi

Als Kabinett Nyusi I wird das Ministerkabinett des vierten Staatspräsidenten Mosambiks, Filipe Nyusi, bezeichnet. Nach der erfolgreichen Wahl von Filipe Nyusi am 15. Oktober 2014 wurde dieser am 15. Januar 2015 vor dem Verfassungsrat (Conselho Constitucional) vereidigt. Er nominierte sein Kabinett am 19. Januar 2015. Am 17. Januar 2020 endete die Amtszeit des Kabinetts, es folgt das Kabinett Nyusi II.

## Zusammensetzung
| Amt                                                                              | Name                                                        | Partei  |
| -------------------------------------------------------------------------------- | ----------------------------------------------------------- | ------- |
| Staatspräsident                                                                  | Filipe Nyusi                                                | FRELIMO |
| Premierminister                                                                  | Carlos Agostinho do Rosário                                 | FRELIMO |
| Präsidialamtsministerin                                                          | Adelaide Amurane                                            | FRELIMO |
| Ministerium für Wirtschaft und Finanzen                                          | Adriano Maleiane                                            | FRELIMO |
| Ministerium für Wirtschaft und Finanzen                                          | Amélia Nakhare (stlv.) (Januar 2015–September 2015)         | FRELIMO |
| Ministerium für Wirtschaft und Finanzen                                          | Maria Isaltina Lucas (stlv.) (seit März 2016)               | FRELIMO |
| Ministerium für auswärtige Angelegenheiten und Zusammenarbeit                    | Oldemiro Balói (Januar 2015–Dezember 2017)                  | FRELIMO |
| Ministerium für auswärtige Angelegenheiten und Zusammenarbeit                    | José Condungua Pacheco (seit Dezember 2017)                 | FRELIMO |
| Ministerium für auswärtige Angelegenheiten und Zusammenarbeit                    | Nyeleti Mondlane (stlv.) (Januar 2015–November 2017)        | FRELIMO |
| Ministerium für Inneres                                                          | Jaime Basílio Monteiro                                      | FRELIMO |
| Ministerium für Inneres                                                          | José dos Santos Coimbra (stlv.) (Januar 2015–November 2017) | FRELIMO |
| Ministerium für Inneres                                                          | Helena Mateus Khida (stlv.) (seit November 2017)            | FRELIMO |
| Ministerium für nationale Verteidigung                                           | Atanásio Mtumuke                                            | FRELIMO |
| Ministerium für nationale Verteidigung                                           | Patrício José (stlv.)                                       | FRELIMO |
| Ministerium für Landwirtschaft und Ernährungssicherheit                          | José Condungua Pacheco (Januar 2015–Dezember 2017)          | FRELIMO |
| Ministerium für Landwirtschaft und Ernährungssicherheit                          | Higino Francisco Marrule (seit Dezember 2017)               | FRELIMO |
| Ministerium für Landwirtschaft und Ernährungssicherheit                          | Luísa Celma Caetano Meque (stlv.)                           | FRELIMO |
| Ministerium für öffentlichen Verwaltung                                          | Carmelita Namashulua                                        | FRELIMO |
| Ministerium für öffentlichen Verwaltung                                          | Roque Silva Samuel (stlv.)                                  | FRELIMO |
| Ministerium für Arbeit und Sozialversicherung                                    | Vitória Diogo                                               | FRELIMO |
| Ministerium für Arbeit und Sozialversicherung                                    | Oswaldo Petersburgo (stlv.)                                 | FRELIMO |
| Ministerium für Meere und Fischerei                                              | Agostinho Mondlane                                          | FRELIMO |
| Ministerium für Meere und Fischerei                                              | Henriques Bongece (stlv.)                                   | FRELIMO |
| Ministerium für natürliche Ressourcen und Energie                                | Pedro Conceição Couto (Januar 2015–Oktober 2016)            | FRELIMO |
| Ministerium für natürliche Ressourcen und Energie                                | Letícia da Silva Klemens (Oktober 2016–Dezember 2017)       | FRELIMO |
| Ministerium für natürliche Ressourcen und Energie                                | Ernesto Max Elias Tonela (seit Dezember 2017)               | FRELIMO |
| Ministerium für natürliche Ressourcen und Energie                                | Augusto de Sousa Fernando (stlv.) (seit Dezember 2017)      | FRELIMO |
| Ministerium für Justiz, Verfassungsangelegenheiten und Religion                  | Abdurremane Lino de Almeida (Januar 2015–März 2016)         | FRELIMO |
| Ministerium für Justiz, Verfassungsangelegenheiten und Religion                  | Isaque Chande (seit März 2016)                              | FRELIMO |
| Ministerium für Justiz, Verfassungsangelegenheiten und Religion                  | Joaquim Veríssimo (stlv.)                                   | FRELIMO |
| Ministerium für Gesundheit                                                       | Nazira Abdula                                               | FRELIMO |
| Ministerium für Gesundheit                                                       | Mouzinho Saíde (stlv.) (Januar 2015–November 2017)          | FRELIMO |
| Ministerium für Gesundheit                                                       | João Leopoldo da Costa (stlv.) (seit November 2017)         | FRELIMO |
| Ministerium für Jugend und Sport                                                 | Alberto Nkutumula (Januar 2015–November 2017)               | FRELIMO |
| Ministerium für Jugend und Sport                                                 | Nyeleti Mondlane (seit November 2017)                       | FRELIMO |
| Ministerium für Jugend und Sport                                                 | Ana Flávia João de Azinheira (stlv.)                        | FRELIMO |
| Ministerium für Geschlechter, Kinder und soziales Engagement                     | Cidália Manuel Chaúque Oliveira                             | FRELIMO |
| Ministerium für Geschlechter, Kinder und soziales Engagement                     | Lucas Mangrasse (stlv.)                                     | FRELIMO |
| Ministerium für Bildung und Entwicklung                                          | Luís António Ferrão (Januar 2015–November 2016)             | FRELIMO |
| Ministerium für Bildung und Entwicklung                                          | Conceita Ernesto Xavier Sortane (seit November 2016)        | FRELIMO |
| Ministerium für Bildung und Entwicklung                                          | Armindo Saul Atelela Ngunga (stlv.)                         | FRELIMO |
| Ministerium für Industrie und Handel                                             | Ernesto Max Elias Tonela (Januar 2015–Dezember 2017)        | FRELIMO |
| Ministerium für Industrie und Handel                                             | Omar Mithá (stlv.) (Januar 2015–Juni 2015)                  | FRELIMO |
| Ministerium für Industrie und Handel                                             | Ragendra de Sousa (stlv.) (seit Juni 2015)                  | FRELIMO |
| Ministerium für Verkehr und Kommunikation                                        | Carlos Mesquita                                             | FRELIMO |
| Ministerium für Verkehr und Kommunikation                                        | Manuela Rebelo (stlv.)                                      | FRELIMO |
| Ministerium für Umwelt und ländliche Entwicklung                                 | Celso Correia                                               | FRELIMO |
| Ministerium für Umwelt und ländliche Entwicklung                                 | Ana Ismael Senda Coani (stlv.) (Januar 2015–November 2017)  | FRELIMO |
| Ministerium für Umwelt und ländliche Entwicklung                                 | Celmira da Silva (stlv.) (seit November 2017)               | FRELIMO |
| Ministerium für Kultur und Tourismus                                             | Silva Armando Dunduro                                       | FRELIMO |
| Ministerium für Kultur und Tourismus                                             | Ana Comoana (stlv.)                                         | FRELIMO |
| Ministerium für die ehemaligen Widerstandskämpfer                                | Eusébio Lambo Gumbiwa                                       | FRELIMO |
| Ministerium für die ehemaligen Widerstandskämpfer                                | Maria de Fátima Mwanza Pelembe (stlv.)                      | FRELIMO |
| Ministerium für Wissenschaft, Technologie, technische und akademische Ausbildung | Jorge Penicela Nhambiu                                      | FRELIMO |
| Ministerium für Wissenschaft, Technologie, technische und akademische Ausbildung | Leda Hugo (stlv.)                                           | FRELIMO |
| Ministerium für öffentliche Bauten, Wohnen und Gewässer                          | Carlos Bonete Martinho                                      | FRELIMO |
| Ministerium für öffentliche Bauten, Wohnen und Gewässer                          | João Osvaldo Moisés Machatine (stlv.)                       | FRELIMO |